# Tour de Pologne 1947
6. edycja wyścigu kolarskiego Tour de Pologne odbyła się w dniach 25–28 września 1947. Rywalizację rozpoczęło 62 kolarzy, a ukończyło 41. Łączna długość wyścigu – 606 km.
Pierwsze miejsce w klasyfikacji generalnej zajął Stanisław Grzelak (Tramwajarz Łódź), drugie Zdzisław Stolarczyk (Naprzód Ruda Pabianicka), a trzecie Bolesław Napierała (Sarmata Warszawa). 
Poprzednia edycja wyścigu odbyła się osiem lat wcześniej, w 1939 roku (przerwa spowodowana była II wojną światową). Organizatorem wyścigu była prasa, a konkretnie Spółdzielnia Wydawniczo-Oświatowa  "Czytelnik" przy współudziale Polskiego Związku Towarzystw Kolarskich i ogromnej pomocy prasy (krakowski "Dziennik Polski", śląski "Dziennik Zachodni", "Życie Częstochowy – Głos Narodu", "Dziennik Łódzki" oraz "Wieczór" i "Życie Warszawy". Był to najkrótszy (żartobliwie ochrzczono "kieszonkowym") wyścig w historii TdP, organizowany od połowy września 1947. Wyścig nazywano często "gumowym", za sprawą niezliczonej ilości przebitych dętek. Zwycięzca - Stanisław Grzelak w opinii wielu obserwatorów nie zasłużył na miano zwycięzcy (miał wiele szczęścia podczas wyścigu, nie wygrał żadnego etapu - moralnymi zwycięzcami był Bolesław Napierała i Lucjan Pietraszewski). Sędzia głównym był Feliks S. Gołębiewski.

## Etapy
| Etap     | Data        | Start - meta        | Długość (km) | Zwycięzca etapu     | Lider                |
| I etap   | 25 września | Kraków – Bytom      | 155          | Wacław Wrzesiński   | Wacław Wrzesiński    |
| II etap  | 26 września | Bytom – Częstochowa | 174          | Marian Rzeźnicki    | Lucjan Pietraszewski |
| III etap | 27 września | Częstochowa – Łódź  | 142          | Roman Siemiński     | Lucjan Pietraszewski |
| IV etap  | 28 września | Łódź – Warszawa     | 135          | Andrzej Grynkiewicz | Stanisław Grzelak    |

## Końcowa klasyfikacja generalna

### Klasyfikacja indywidualna
| Poz. | Zawodnik            | Kraj   | Zespół                  | Czas (średnia km/h)       |
| ---- | ------------------- | ------ | ----------------------- | ------------------------- |
| 1.   | Stanisław Grzelak   | Polska | Tramwajarz Łódź         | 17h 13' 11" (35,198 km/h) |
| 2.   | Zdzisław Stolarczyk | Polska | Naprzód Ruda Pabianicka | +00' 03"                  |
| 3.   | Bolesław Napierała  | Polska | Sarmata Warszawa        | +00' 10"                  |
| 4.   | Ludwik Wojcieszek   | Polska | Dziewiarski KS Łódź     | +00' 12"                  |
| 5.   | Walerian Paprocki   | Polska | Ruch Chorzów            | +00' 17"                  |
| 6.   | Józef Kapiak        | Polska | Elektryczność Warszawa  | +00' 51"                  |
| 7.   | Robert Nowoczek     | Polska | Ruch Chorzów            | +02' 39"                  |
| 8.   | Henryk Czyż         | Polska | ŁKS Łódź                | +06' 57"                  |
| 9.   | Wilhelm Wyglenda    | Polska | Ruch Chorzów            | +07' 19"                  |
| 10.  | Władysław Wandor    | Polska | RKS Legia Kraków        | +08' 21"                  |

### Klasyfikacja drużynowa
| 1. | Ruch Chorzów           | 34h 29' 18" |
| 2. | Elektryczność Warszawa | +7' 21"     |
| 3. | ŁKS Łódź               | +12' 30"    |
| 4. | Dziewiarski KS Łódź    | +13' 13"    |
| 5. | Sarmata Warszawa       | +13' 28"    |